# Ḃ
Ḃ (minuskule ḃ) je speciální znak latinky, který se nazývá B s tečkou, velice zřídka používané. Tento znak se používá pouze v některých přepisech iroskotského písmo a hebrejštiny do latinky.

## Unicode
V Unicode mají písmena Ḃ a ḃ tyto kódy:
- Ḃ U+1E02 nebo <U+0042, U+0307>

- ḃ  U+1E03 nebo <U+0062, U+0307>